# الکساندر آبیان
سمبات (الکساندر) آبیان (به ارمنی: Ալեքսանդր (Սմբատ) Աբյան) (به انگلیسی: Alexander "Smbat" Abian) (زاده ۱ ژانویه ۱۹۲۳ - درگذشته ۲۵ ژوئیه ۱۹۹۹) ریاضی‌دان آمریکایی ارمنی‌تبار بود که برای سال‌ها در دانشگاه ایالتی آیووا تدریس کرد و به خاطر پست‌هایی که در گروه‌های خبری یوزنت ارسال می‌کرد به شهرت رسید.
آبیان در تبریز ایران متولد شد و از ارمنیان ایران بود. پس از کسب مدرک کارشناسی در ایران، او را در سال ۱۹۵۰ به ایالات متحده مهاجرت کرد و در آنجا مدرک کارشناسی ارشد خود را از دانشگاه شیکاگو دریافت کرد. آبیان مدرک دکتری خود را از دانشگاه سینسینتی دریافت کرد و او پایان‌نامه خود را تحت نظارت ایزاک بارنت در رابطه با نظریه نامتغیر نوشته بود. او بعد از چند منصب آموزشی در تنسی، نیویورک، پنسیلوانیا و اوهایو، او در سال ۱۹۶۷ به عضویت هیئت علمی دانشگاه ایالتی آیووا درآمد. او سه کتاب و بیش از ۲۰۰ مقاله نوشته منتشر کرده بود.

## زندگی‌نامه
وی در سال ۱۳۰۱ش. (۱۹۲۲م) در شهر تبریز به دنیا آمد. وی تحصیلات ابتدائی و متوسطه را در تهران طی نموده و سپس وارد دانشکده فنی دانشگاه تهران گردید. در سال‌های تحصیل در دانشگاه تهران محسن هشترودی بوده و با دانشمند مشهور آلمانی آلبرت اینشتین نیز مکاتبه داشته‌است.
وی پس از اتمام رشته مهندسی برق دانشکدهٔ فنی با درجه ممتاز و دریافت مدال طلا به همکاری با دانشکده فنی آبادان دعوت گردید. لیکن از آن جایی که سمبات آبیان تصمیم به تغییر رشته خویش به ریاضیات گرفته بود این پیشنهاد را رد نموده عازم شیکاگو شد و تحصیلات خویش را در رشته ریاضیات دنبال کرد. وی در آنجا ارتباط با نظریه‌هایش با اینشتین در ارتباط بود. وی پس از کسب درجه درجهٔ دکتری در این رشته به تدریس در دانشگاه‌های مختلف پرداخت و کتاب‌هایی دربارهٔ فرضیه‌های ریاضی تألیف نمود. آخرین دانشگاه محل فعالیت وی دانشگاه ایالتی آیووا بود که پس از سی سال تدریس در آن جا و سپس بازنشستگی، دفتری دائمی جهت پیگیری تحقیقات در دانشگاه در اختیار وی قرار گرفت. وی همچنین از طرف دانشگاه شیراز و دانشگاه صنعتی شریف تهران به عنوان استاد میهمان دعوت شد و در ترم‌های تابستانی هر دو دانشگاه به تدریس پرداخته و سخنرانی‌هایی دربارهٔ ریاضیات ایراد نموده‌است.
از جمله نظریه‌های وی «نظریه فشار اضافی کره ماه» می‌باشد که بر پایه آن کره ماه فشار زیادی را بر کره زمین وارد می‌آورد و به نظر وی اگر بشر زمانی برای نابودی ماه فکر و محاسبه نماید تنها عشاق و شعرا از این بابت دلتنگ خواهند شد. در عوض تغییراتی که در جو پیش می‌آید کمتر اتفاق خواهد افتاد و از نظر پاکیزگی هوا نیز می‌تواند مثمر ثمر واقع گردد.
آبیان برای ارائه فرضیه‌های خود در کنفرانس‌های متعدد در آمریکا و اروپا شرکت کرده و در سمینارهای مختلف از نظریه‌های خود دفاع نموده‌است و همچنین در مجلات و روزنامه‌های معتبری مانند وال استریت جورنال و دیگر نشریات آمریکایی و اروپایی و کانادایی مصاحبه‌هایی داشته که گاه نیز از وی به عنوان گالیله قرن بیستم یاد شده‌است.
از جمله این مطبوعات عبارتنداز:
- THE ARMENIAN ASSEMBLY DIRECTORY OF ARMENION SCHOLAR (۱۹۷۸)
- DISCOVERY MAGAZINE (۱۹۹۱), (۱۹۹۶). IOWA STATE DAILY (۱۹۹۷).
- AIM MAGAZINE, CALITORNIA (۱۹۹۲).
- WEEKLY WORLD NEWS, CANADA (۱۹۹۱).
- THE COMPUS READERS , AMES, IOWA (۱۹۹۷).
- OMNI MAGAZINE, PEOPLE MAGAXINE, WALL STREAL JOURNAL (۱۹۹۱).

سمبات آبیان در سال ۱۳۷۸ش. (۱۹۹۹م) در ایالان متحده آمریکا بدرود حیات گفت.

## کتاب‌ها
- 1965. The theory of sets and transfinite arithmetic. Philadelphia: W. B. Saunders. 1965. LCCN 65023086.
- 1971. Linear associative algebras. New York: Pergamon. 1971. ISBN 0-08-016564-8. LCCN 74130799.
- 1976. Boolean Rings. Branden Press. 1976. ISBN 0-8283-1678-3. LCCN 76012065.